# Zane Khan
Zane Khan (* 11. Februar 2002 in Houston, Texas) ist ein US-amerikanischer Tennisspieler.

## Karriere
Khan sorgte auf der ITF Junior Tour erstmals für Aufsehen, als er 2018 beim Orange Bowl mit einer Wildcard gestartet war und das Finale erreichen konnte. Dort unterlag er dem Finnen Otto Virtanen. Bei den Juniorenausgaben der Grand-Slam-Turniere konnte er keine größeren Erfolge verbuchen. Platz 16 war seine beste Platzierung als Junior.
Sein erstes Profiturnier spielte er 2019 beim Challenger in Indian Wells. Bei seinem ersten Turnier verlor er gegen Yōsuke Watanuki. Den Rest des Jahres spielte er hauptsächlich Turniere auf der drittklassigen ITF Future Tour und konnte dort maximal das Viertelfinale erreichen. Im Oktober 2020 kam Khan zu seinem ersten Turnier auf der ATP Tour, als er in der Einzel-Qualifikation und im Doppel der European Open in Antwerpen jeweils eine Wildcard erhielt. Im Einzel unterlag er Lloyd Harris, im Doppel spielte er mit Luca Nardi und unterlag zum Auftakt der belgischen Paarung aus Michaël Geerts und Yannick Mertens. In der Tennisweltrangliste stand er im Februar 2020 das erste Mal innerhalb der Top 1000.